# Eurició (fill d'Àctor)
Segons la mitologia grega, Eurició (en grec antic Εὐρυτίων) va ser un heroi, fill d'Àctor, rei de Ftia.
Va acollir Peleu que es refugià en la seva cort i el purificà per la mort de Focos. Li donà en matrimoni la seua filla Antígona i una tercera part del seu regne.
Durant la cacera del senglar de Calidó, Peleu matà accidentalment el seu sogre. Com a conseqüència d'aquesta mort, Peleu va haver de buscar refugi a la cort del rei Acastos, a Iolcos.